# Három Tenger-csúcs
A Három Tenger-csúcs (spanyolul: Pico Tres Mares vagy Pico Tresmares) egy észak-spanyolországi hegy, amely arról nevezetes (és nevét is arról kapta), hogy a három oldalán eredő folyók három különböző tengerbe tartanak (amennyiben külön tengernek tekintjük a Vizcayai-öbölnek azt a részét, amelyet a spanyolok Kantábriai-tengernek neveznek).

## Leírás
A 2175 méter magas csúcs a Kantábria és Kasztília és León (azon belül Palencia tartomány) határán emelkedő Híjar-hegységben található három gerinc összefutásánál. A három oldalán három völgy nyílik, a Polaciones, a Pernía és a Campoo-Los Valles. Északi-keleti oldalán, valamivel lejjebb terülnek el a pidruecosi brañák és a calgosai rét, ahol a Földközi-tengerbe ömlő Ebro mellékvizeinek forrásai (a legjelentősebb ezek közül az Híjar) találhatók, déli-nyugati részén ered a Pisuerga, amely a Dureóba ömlik, ami pedig az Atlanti-óceánba, végül észak, a Vizcayai-öböl felé indul a Nansa nevű folyó. Így ez az egyetlen hegy az egész Ibériai-félszigeten, amelyről három különböző tenger felé indulnak útjukra a folyóvizek.
A hegyet triász kori kvarcitkonglomerátumok alkotják.
A csúcson illetve annak közelében egy kis téglakilátó és egy vaskereszt is található: utóbbi egy korábbi, villámcsapásban megsérült kereszt másolata.
A csúcsra feljutni nem nehéz: a közvetlen közelében található, 2040 méter magasan fekvő La Fuente del Chivo nevű helyig autóval is járható út vezet, a végén parkolóval. Kicsit lejjebb az út mentén síközpont is működik.

## Képek

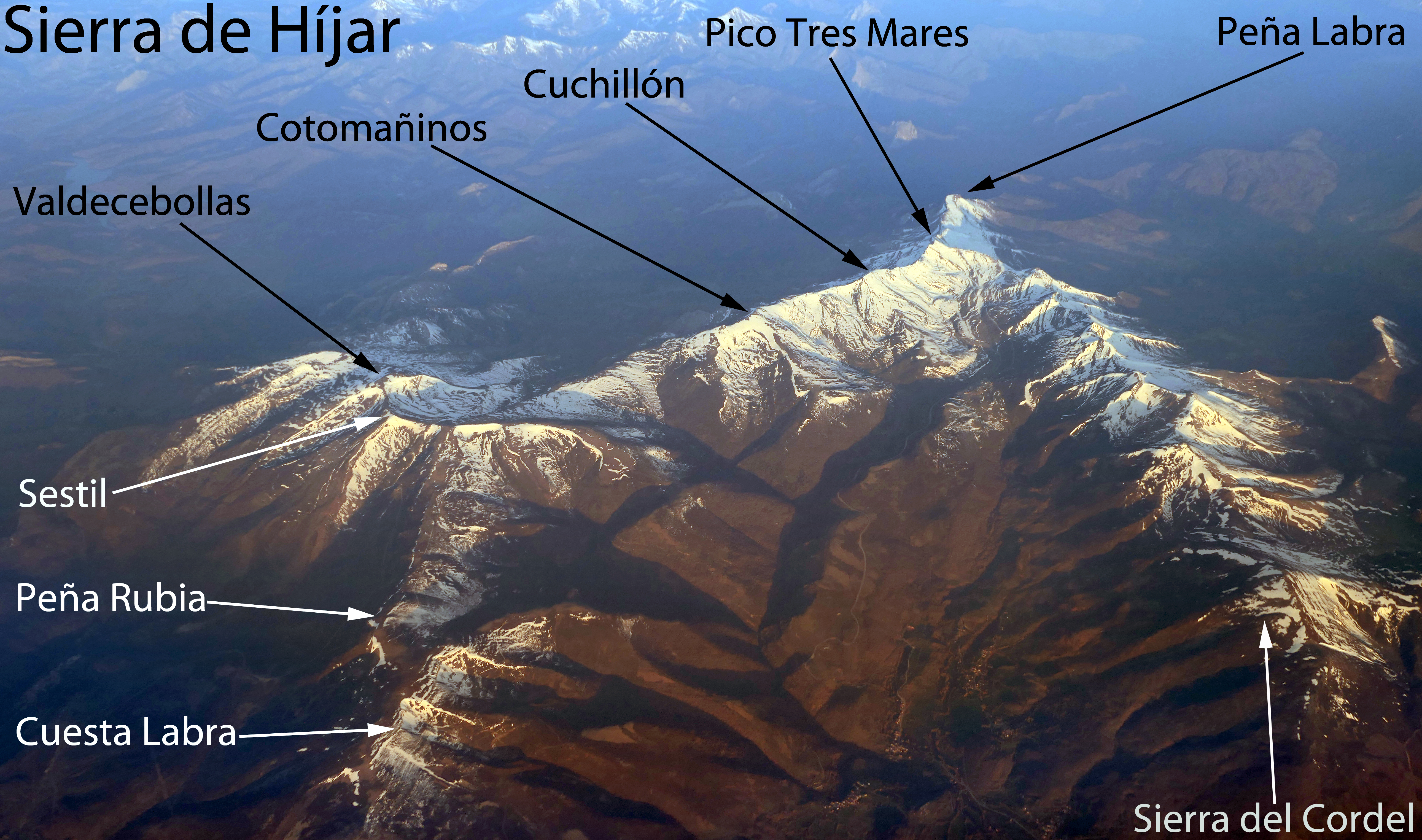
Az Híjar-hegység összefutó gerincei, bejelölve a különböző csúcsokkal
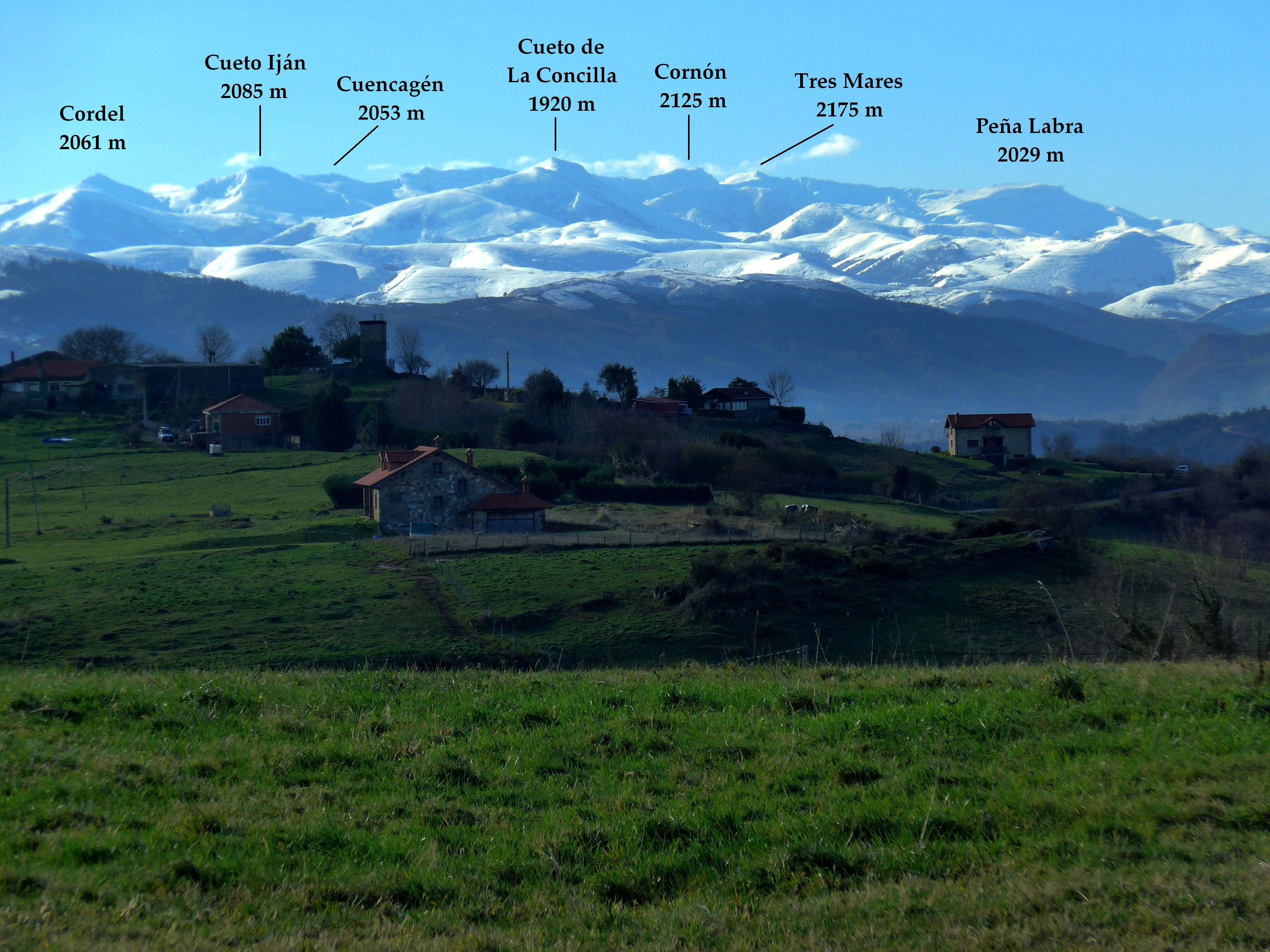
A hegység Kantábria irányából nézve
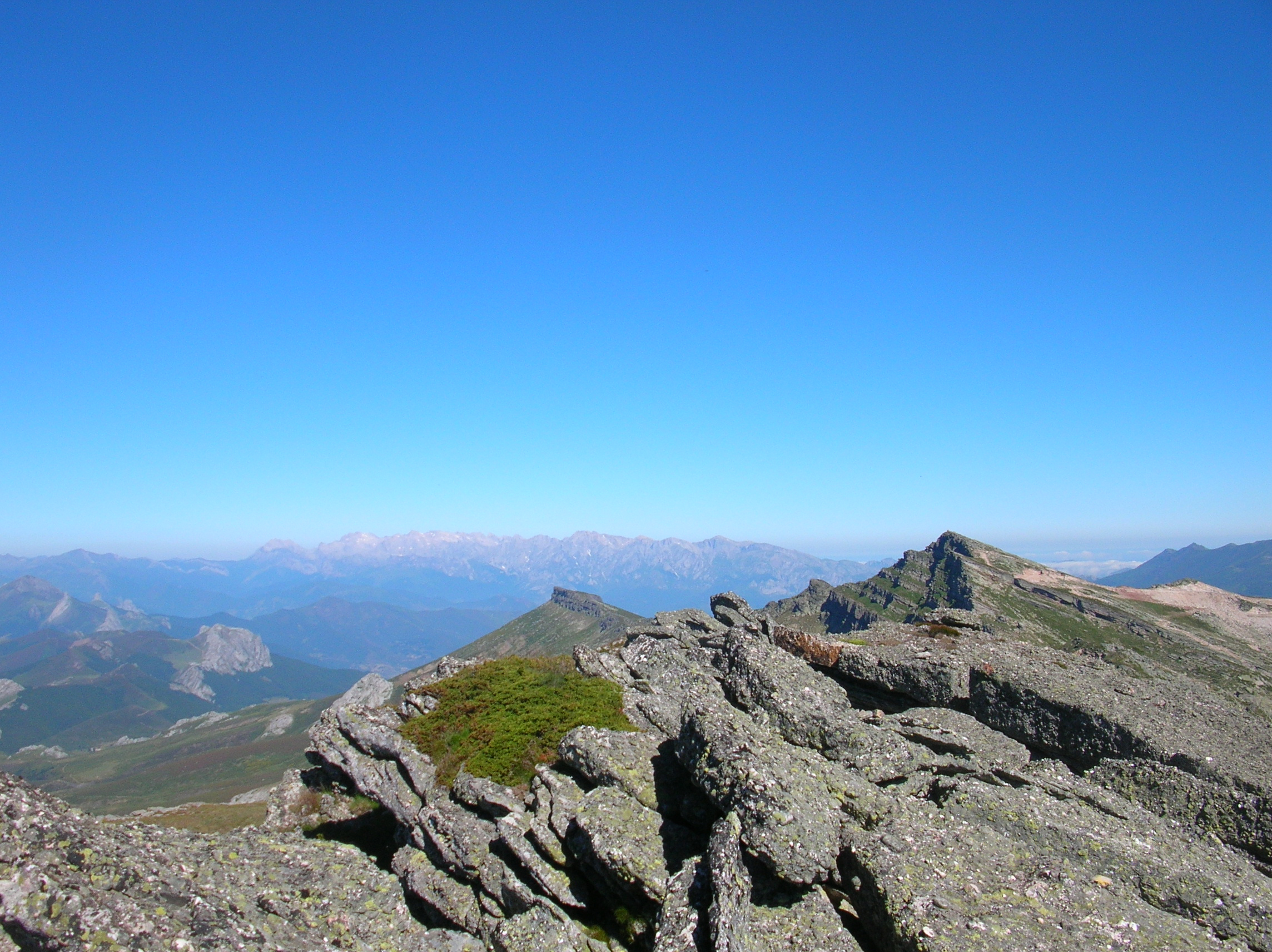
A Három Tenger-csúcs és a Peña Labra